# Zend Server
O Zend Server é um software Web Application Server para aplicações PHP desenvolvido e suportado pela Zend. Suporta Windows, Linux e Mac OS. O software possui as funções de monitoramento de aplicações, diagnóstico de problemas, melhoria de desempenho da aplicação, console do administrador, conectividade com banco de dados e conectividade com Java.
A community edition do Zend Server pode ser usada gratuitamente em desenvolvimento e produção. Esta edição não possui as funcionalidades de monitoração, diagnõsticos e caching de páginas. Também não tem atualização de software e suporte técnico.

## Integração com o Zend Studio e Zend Framework
O Zend Server é o melhor servidor PHP para rodar aplicações Zend Framework, possuindo nativamente todas as classes necessárias.
O Zend Server é integrado ao Zend Studio, melhorando a produtividade das aplicações, detectando automaticamente o Zend Server, permitindo aos desenvolvedores executar e depurar suas aplicações.

## Características do Produto
- Certified PHP
- Zend Framework
- Integração comApache
- Integração com IIS[3]
- Conectividade com Banco de Dados
- Conectividade com Java
- Console do administrador
- Interface de depuração (Debugger)
- Acelerador de Bytecode
- API de Caching API
- Caching de Páginas
- Monitoramente de Aplicação
- Diagnóstico de problemas nas Aplicações
- Instalador nativo (RPM/DEB/Windows Installer)
- Servidor Zend Download (Linux)
- Atualizaçao do Software